# Station Laski-Smardze
Station Laski-Smardze is een spoorwegstation in de Poolse plaats Laski.